# Julien Ponceau
Julien Ponceau (* 28. November 2000 in Catumbela, Angola) ist ein französisch-angolanischer Fußballspieler. Der offensive Mittelfeldmann war Juniorennationalspieler.

## Karriere

### Verein
Ponceau begann seine Karriere in den Jugendabteilungen von US Saint-Évarzec, US Concarneau und FC Lorient. 2017 kam er erstmals für die zweite Mannschaft von Lorient zum Einsatz. Sein Debüt für die A-Mannschaft feierte er im August 2018 im Rahmen eines Spiels im Coupe de la Ligue gegen den FC Valenciennes. Im Anschluss folgten zunächst einige Kurzeinsätze, auch in der Ligue 2, bevor er ab dem elften Spieltag die Rolle eines Stammspielers übernahm – somit stand er am Ende der Spielzeit bei 24 Ligaeinsätzen. In der nächsten Saison brach seine Einsatzzeit für die erste Mannschaft massiv ein und er wurde neben Partien in französischen Pokalwettbewerben, nur in zwei Ligaspielen eingesetzt. Im Oktober 2020 wechselte er deshalb auf Leihbasis für eine Saison zu AF Rodez. Dort fiel er zunächst aufgrund einer Knöchelverletzung für drei Monate aus – im Anschluss wechselte seine Einsatzart häufig zwischen Startelf und Einwechslung, sodass am Ende 16 Partien in der zweiten Liga zu Buche standen. Nach Ablauf der Leihe kehrte er nicht nach Lorient zurück, sondern wechselte, erneut auf Leihbasis, zu Olympique Nîmes. In Nîmes absolvierte er jedes der 38 möglichen Saisonspiele und stand hierbei durchschnittlich 68 Minuten auf dem Platz. Im Juli 2022 kehrte er zum FC Lorient zurück. Hier begann seine Saison in der Ligue 1 vielversprechend und er war im offensiven Mittelfeld gesetzt.

### Nationalmannschaft
Ponceau kam im Februar und März 2018 erstmals im Rahmen von drei Freundschaftsspielen für die französische U18 für Nachwuchsnationalmannschaften zum Einsatz. Im November desselben Jahres folgten die ersten Partien für die U19. Mit dieser nahm der Franzose im Juli 2019 an der U-19-Europameisterschaft in Armenien teil, wo er mit der Mannschaft das Halbfinale erreichte. Im September 2019 absolvierte er eine Partie für die französische U20-Nationalmannschaft.